# Drávamenti-sivatag
A Drávamenti-sivatag (vagy Horvát Szahara, horvátul: Podravski peski, Đurđevački peski) Horvátország egyik tájegysége, a Drávamenti-síkságon, Szentgyörgyvár környékén. 

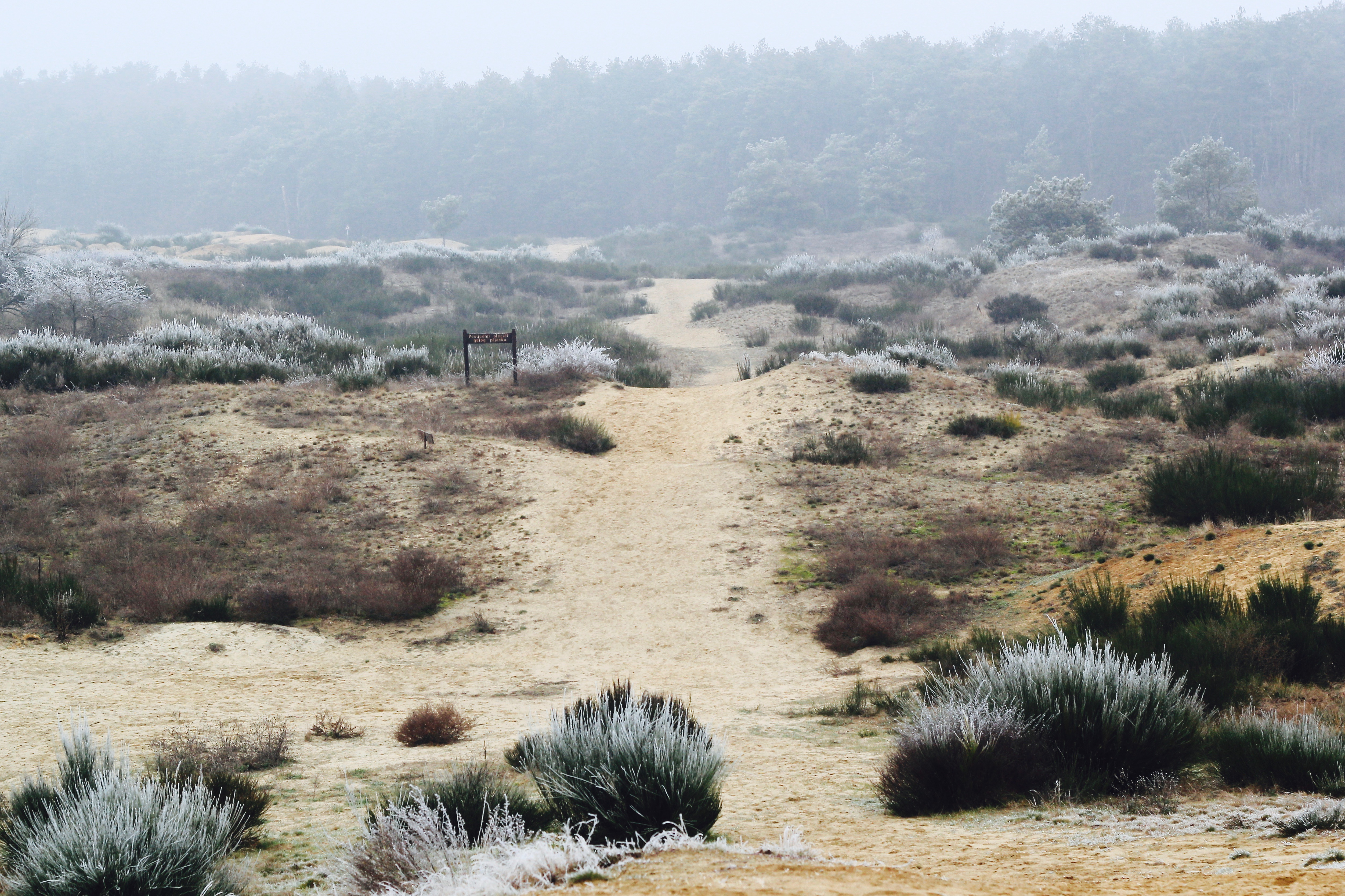
A Drávamenti-sivatag

## Fekvése
A Drávamenti-sivatag egy homokos terület a Drávamentén, Szentgyörgyvártól északnyugatra. Területe mintegy 25 km², körülbelül 8 km hosszúságú és 3 km szélességű. A többi része egy tágasabb homokföld, amely Molna falutól Szentgyörgyváron és Gorbonokon át egészen Verőcéig terjedt. A nagy kiterjedésű Drávamenti homokos terület a folyó hordalékából származik, mely az utolsó eljegesedést követően keletkezett. A homokot a jég olvadása során működő eróziós erők hozták létre és a Dráva szállította ide. A talaj 19. századig futóhomok volt, melyet a szél vitt szerteszéjjel, ma legnagyobb része növénytakaró alatt van (főleg fekete- és közönséges fenyő, valamint szőlő). Itt a Pannon-síkság endemikus növényei mellett kelet- és nyugateurópai eredetű növények találhatók. A természetes növénytakaró az endemikus magyar csenkesz-ezüstperje gyepközösségében él. A terület kis része (19,5 hektár) Szentgyörgyvár és Kalinóc között, 1963 óta különleges botanikai rezervátumként védett.